# Margje Woodrow
Margje Woodrow (Uden, 15 april 1975) is een Nederlandse schrijfster van jeugdthrillers voor jongeren. Tot 2015 was Woodrow onderwijzeres op basisscholen in Tilburg. In 2013 debuteerde zij met Examendeal.
Haar boek Snitch werd in 2019 genomineerd voor de Prijs van de Jonge Jury.
In 2019 was zij een van de drie auteurs die een bijdrage leverde aan de gratis bundel voor de Boekenweek voor Jongeren.
Met Fake trip won zij in 2021 de Prijs van de Jonge Jury.

## Gewonnen prijzen
- Prijs van de Jonge Jury 2021 - Fake trip[3]

- Nederlandse Thesaurus van Auteursnamen: 364302135
- Virtual International Authority File: 305828011